# Lancaster County (Nebraska)
Lancaster je okresem amerického státu Nebraska, který byl založený roku 1859. Sídlem okresu je město Lincoln.
Počet obyvatel: 250 291 (v roce 2000)